# Фосфакол
Фосфакол (п-нитрофениловый эфир диэтилфосфорной кислоты, минтакол, миотизал) — органическое соединение класса сложных эфиров фосфорной кислоты, антихолинэстеразное средство.

## Свойства
Фосфакол представляет собой желтоватую маслянистую жидкость. Хорошо растворяется в этаноле и диэтиловом эфире, плохо растворим в воде (1:1000). Относительно устойчив к гидролизу при pH=5-6, но в более щелочных растворах быстро разлагается.

## Получение и применение
Синтез фосфакола осуществляется реакцией фосфорилирования п-нитрофенола хлорангидридом диэтилового эфира фосфорной кислоты. Выход достигает 73 %.
Фосфакол используется как миотическое средство и при лечении глаукомы. Противоядием против фосфакола является атропин.